# Una figlia per il diavolo (film)
Una figlia per il diavolo (To the Devil a Daughter) è un film del 1976 diretto da Peter Sykes, tratto dall'omonimo romanzo di Dennis Wheatley.
Si tratta dell'ultima pellicola horror prodotta dalla storica casa cinematografica inglese Hammer Film Productions prima della bancarotta del 1979.

## Trama
A Londra, una monaca è in pericolo in quanto una setta satanica pensa a lei come possibile madre del demonio, uno scrittore di libri sull'occulto la proteggerà.